# Gilsdorf (Luksemburg)
Gilsdorf (lb. Gilsdref) – wieś (Uertschaft) w środkowym Luksemburgu, w kantonie Diekirch, w gminie Bettendorf. Do 3 października 2015 miejscowość leżała w dystrykcie Diekirch.